# Ze'ev Revach
Ze'ev Revach (hebrejsky זאב רווח‎, 25. srpna 1940 Rabat, Maroko – 18. ledna 2025) byl izraelský bavič, filmový herec, scenárista a režisér. Je představitelem izraelského filmového žánru boureka a k roku 2010 účinkoval ve třiceti filmech. V roce 2005 byl v internetové soutěži 200 největších Izraelců zvolen 14. největším Izraelcem všech dob.

## Biografie
Narodil se v Maroku a po příchodu do Izraele žil s rodinou z počátku v uprchlickém táboře (ma'abara‎). Od devíti let žil v jeruzalémské čtvrti Musrara a posléze od třinácti let ve čtvrti Kirjat ha-jovel. Před studiem herectví v Tel Avivu a v herecké škole Bejt Cvi v Ramat Ganu sloužil jako voják bojové jednotky Izraelských obranných sil.
Izraelský deník Ha'arec popsal Revachovy filmy jako „divný izraelský žánr komických melodramat a dojáků (…) založený na etnických stereotypech, které [v Izraeli] v 60. a 70. letech vzkvétaly.“
Některé z jeho filmů, jako třeba Chasamba, Chagiga be-Snuker či Charlie ve-checi, se v Izraeli staly kultovní.

## Ocenění a uznání
V roce 2000 byla Revachovi udělena Ofirova cena v kategorii nejlepší mužský herecký výkon, za roli Šabtaje Kasodase ve filmu Bejtar Provence.

## Filmografie (výběr)
- The Last Patrol (2000) (Cooky)
- The Quest (1996) (kapitán Turk)
- Chagiga be-Snuker (1975)
- Charlie ve-checi (1974) (Sason)
- The Jerusalem File (1972) (Rašíd)
- Chasamba (1971) (Elimelech Zorkin)